# Vaskeresztes
Vaskeresztes (Duits: Großdorf) is een plaats (község) en gemeente in het Hongaarse comitaat Vas. Vaskeresztes telt 352 inwoners (2001).